# Tour du Danemark 2012
La 22e édition du Tour du Danemark se déroule du 22 au 26 août 2012. Elle est inscrite au calendrier de l'UCI Europe Tour 2012 et se déroule sur six étapes.

## Étapes
| Étape     | Date    | Villes étapes            | km         | Vainqueur d’étape    | Leader du classement général |
| --------- | ------- | ------------------------ | ---------- | -------------------- | ---------------------------- |
| 1re étape | 22 août | Randers – Randers        | 191        | André Greipel        | André Greipel                |
| 2e étape  | 23 août | Løgstør – Aarhus         | 211        | André Greipel        | André Greipel                |
| 3e étape  | 24 août | Silkeborg – Vejle        | 185        | Lars Petter Nordhaug | Lars Petter Nordhaug         |
| 4e étape  | 25 août | Ringe – Odense           | 90         | Alexander Kristoff   | Lars Petter Nordhaug         |
| 5e étape  | 25 août | Kerteminde               | 14,5 (clm) | Lieuwe Westra        | Lieuwe Westra                |
| 6e étape  | 26 août | Slagelse – Frederiksberg | 165        | Mark Cavendish       | Lieuwe Westra                |

### Classement général final
|    | Cycliste             | Temps               |
| -- | -------------------- | ------------------- |
| 1  | Lieuwe Westra        | en 20 h 41 min 47 s |
| 2  | Ramūnas Navardauskas | à 10 s              |
| 3  | Manuele Boaro        | à 14 s              |
| 4  | Alexander Kristoff   | à 24 s              |
| 5  | Damien Gaudin        | à 25 s              |
| 6  | André Greipel        | à 27 s              |
| 7  | Wilco Kelderman      | à 31 s              |
| 8  | Stefan Schumacher    | à 35 s              |
| 9  | Michael Rogers       | à 38 s              |
| 10 | Lars Petter Nordhaug | à 41 s              |